# 사환
사환(史渙, ?~209년)은 중국 후한 말 조조 휘하의 장군으로 자는 공유(公劉)이며 예주 패국 사람이다. 충용이 남달라 금군을 맡았으며 조조에게 깊은 신임을 받았다.

## 생애
어려서부터 의협심과 씩씩한 기상이 있었다. 조조를 섬겨 중군교위(中軍校尉)직을 행하였다. 여러 전투마다 장수들을 감독했으며 조조의 신임도 두터웠다. 199년(건안 4년) 원소에 속한 수고(휴고)를 조인 등과 같이 황하를 건너 하내군 야왕현(野王縣)의 사견성(射犬城, 지금의 허난성 보아이 현)에서 쳐부수고 참하였다. 200년 관도 대전에 참전하였다. 순유의 건의가 받아들여져 서황과 함께 한순(한맹)의 운송대를 습격하여 그 물자들을 불태웠다. 207년 조조가 원상과 오환을 마저 소탕하고자 했다. 다수의 장수가 반대했고 영군(領軍) 사환 역시 그래서 호군(護軍) 한호에게 같이 간하자고 했다가 설득당했다. 관직을 중령군으로 고쳤다. 209년에 죽어서 작위는 아들 사정이 이었다.

## 삼국지연의
사서가 아닌 소설 《삼국지연의》에서도 수고와 한맹을 격파한다. 창정 전투에서 원상과 일기토를 겨룬다. 원상이 거짓으로 내빼는 것에 속아서 쫓다가 원상이 뒤돌아 쏜 화살에 왼 눈을 맞고 전사한다.

## 가계
- 아들 : 사정(史靜)

## 같이 보기
- 삼국지 인물 목록

## 참고 문헌
- 왕침 등, 《위서》 ; 배송지 주석, 《삼국지》9권 위서 제9 하후돈에서 인용
- 《삼국지》1권 위서 제1 무제 조조